# Eva Bettan
Eva Bettan est une journaliste française de radio et de télévision.

## Biographie
Journaliste de formation, Eva Bettan est spécialisée dans le cinéma et la littérature. Elle commence sa carrière en 1979 comme journaliste au sein de la rédaction de l'information de TF1 jusqu'en 1992.
Elle rejoint France Inter au début des années 1980, station de radio où elle fait toute sa carrière de journaliste. Elle y réalise depuis 1983 des reportages culturels dans les différents journaux d'information de la chaine. Critique de cinéma, elle anime plusieurs émissions spéciales lors des festivals du 7e art,. Elle propose également des chroniques cinéma tant dans la matinale du week-end (Chronique Cinéma, Le cinéma d'Eva) qu'en semaine (Côté culture dans la matinale de Patricia Martin, rubrique culturelle en 1996-1999).
En 2004, Eva Bettan collabore au Journal de la culture animée par Florence Dauchez sur la chaîne franco-allemande Arte.
Entre 2006 et 2010, elle co-anime avec Vincent Josse l'émission culturelle Esprit culturel. Entre 2010 et 2014, elle est chroniqueuse cinéma dans l'émission de radio Comme on nous parle, puis dans l'émission Alive durant la saison 2014-2015, toutes deux animées par Pascale Clark.
Depuis 2015, elle anime la chronique Le cinéma en VO dans Un jour dans le monde et propose une revue d'actualité cinématographique dans Le journal de 13h chaque mercredi.
Eva Bettan organise le prix du Livre Inter depuis 2008.
Durant l'été 2021, elle anime la chronique Le goût de nos mères, une prolongation de son livre paru la même année
.

### Vie privée
Eva Bettan est mariée au dirigeant d'entreprise Frédéric Saint-Geours, avec lequel elle a trois enfants.

### Ouvrages
- Eva Bettan, Le goût de nos mères, Paris, éditions Stock, 2021, 208 p. (ISBN 2234091446, EAN 978-2234091443).

## Distinctions
- Chevalier de l'ordre national du Mérite par décret du 13 novembre 2009[13].
- Commandeur de l'ordre des Arts et des Lettres (2006)[14]